# Adolf Hühnlein
Adolf Hühnlein, född 12 september 1881 i Neustädtlein, död 18 juni 1942 i München, var en tysk officer. Han var 1934–1942 befälhavare för Nationalsozialistisches Kraftfahrkorps (NSKK).

## Utmärkelser
Adolf Hühnleins utmärkelser
- Järnkorset av andra klassen
- Järnkorset av första klassen
- Ärekorset
- Tyska orden: 22 juni 1942 (postumt)
- NSDAP:s partitecken i guld
- Blodsorden